# Zaur Kalojev
Zaur Kalojev, gruzínsky ზაურ კალოევი (24. březen 1931, Tbilisi – 23. prosince 1997, Tbilisi) byl sovětský fotbalista gruzínské národnosti. Nastupoval na pozici útočníka.
Se sovětskou reprezentací vyhrál první mistrovství Evropy roku 1960 (tehdy nazývané Pohár národů), byť na závěrečném turnaji do bojů nezasáhl. V reprezentačním áčku nenastoupil k žádnému zápasu, ale tři utkání odehrál za olympijský výběr.
S Dinamem Tbilisi se stal roku 1964 mistrem Sovětského svazu a v dresu Lokomotivu Moskva získal v sezóně 1957 sovětský pohár. Ve dvou sezónách 1959 a 1960 se stal nejlepším střelcem sovětské ligy, v prvním případě se 16, ve druhém se 20 góly. Celkem dal v této soutěži 116 branek (ve 250 zápasech), což ho v historické tabulce střelců staví na 13. místo.